# Candida (divadelní hra)
Candida (1895) je komedie anglického dramatika irského původu Georga Bernarda Shawa, nositele Nobelovy ceny za literaturu za rok 1925. Hra byla ve své době velice úspěšná, prvně byla hrána roku 1897, tiskem vyšla roku 1898 ve sbírce Hry utěšené a neutěšené (Play Pleasant and Unpleasant) a stala se hitem newyorské divadelní sezóny 1903-1904.
V této druhé z tzv. Utěšených her si zralá třiatřicetiletá žena jménem Candida vybirá mezi energickým, přízemním a sobeckým manželem, knězem, který je křesťanským socialistou, a osmnáctiletým zbožňovatelem, jenž jí slibuje ideální lásku. Těžiště konfliktu je otázka, co tvoří vnitřní hodnotu muže a ženy. V závěru hry se Candida rozhodne pro svého manžela, o němž se paradoxně přesvědčí, že je nejslabší. Její ctitel, mladý básník, odchází rozčarován do samoty, v níž však najde zmoudření a duševní svobodu.
Ve hře, která je satirou na romantické pojetí lásky, se plně projevuje výstavba Shawových dramatických postav, jejichž nespojitý charakter je tvořen průsečíkem nesčetných individuálních a společenských sil.